# Mister O
Mister O è stato un programma televisivo italiano di divulgazione pseudoscientifica andato in onda nel 1985 in seconda serata su Rai 1, ideato da Paola Giovetti e condotto da un giovanissimo Alessandro Cecchi Paone, all'epoca ventitreenne.
La trasmissione, che si proponeva di trattare di casi considerati "paranormali", ricevette al tempo apprezzamenti ma anche contestazioni, specie per il tono acritico con cui venivano affrontati gli argomenti.
Massimo Polidoro lo ha definito come "uno dei primi esempi di tv-spazzatura" in Italia. Aldo Visalberghi lo definì "un programma gravemente diseducativo. Un preoccupante ritorno alle forme più ingenue di irrazionalità che storicamente si rafforzano in epoche calamitose".